# Ruta 3 (Paraguay)
La Ruta PY03 «General Elizardo Aquino» es una carretera paraguaya que une la capital del país con la ciudad de Salto del Guairá. Posee uno o dos carriles por calzada en diferentes zonas de su recorrido. Con sus 413 kilómetros es una de las más importantes del país, ya que por ella transitan los camiones transganado, los transportadores de materia prima, soja, maíz, algodón, ka'a he'ẽ (stevia rebaudiana) y otros. Fue habilitado en 2004.
Nace en la ciudad de Asunción, específicamente en el Jardín Botánico y Zoológico de Asunción, y termina la frontera con Brasil zona de Salto del Guairá frente a Matto Grosso y Guaíra, Paraná, Brasil.
En su recorrido empalma con las rutas PY21, PY22, PY13, PY07, PY08 y PY17.

## Cabinas de peaje
- km. 30: Peaje Emboscada
- km. 117: Peaje 25 de Diciembre
- km. 181: Peaje Guayaibi

## Ciudades
Las ciudades y pueblos de más de 10 000 habitantes por los que pasa esta ruta de sur a norte son:
| Kilómetro | Localidad                                | Departamento     | Empalme |
| --------- | ---------------------------------------- | ---------------- | ------- |
| 0         | Asunción                                 | Distrito Capital |         |
| 14        | Mariano Roque Alonso                     | Central          |         |
| 23        | Limpio                                   | Central          |         |
| 36        | Emboscada                                | Cordillera       |         |
| 65        | Arroyos y Esteros                        | Cordillera       |         |
| 98        | Empalme con PY21 (Desvío a Juan de Mena) | Cordillera       | PY21    |
| 118       | 25 de Diciembre                          | San Pedro        |         |
| 151       | San Estanislao                           | San Pedro        |         |
| 161       | Empalme con PY22                         | San Pedro        | PY22    |
| 171       | Empalme con PY08                         | San Pedro        | PY08    |
| 248       | Curuguaty                                | Canindeyú        | PY13    |
| 338       | Cruce Guaraní                            | Canindeyú        | PY07    |
| 348       | Katueté                                  | Canindeyú        | PY07    |
| 373       | General Francisco Caballero Álvarez      | Canindeyú        |         |
| 380       | La Paloma del Espíritu Santo             | Canindeyú        |         |
| 413       | Salto del Guairá                         | Canindeyú        | PY17    |

| Paraguay | Rutas Nacionales de Paraguay (recategorización por el M.O.P.C desde 2019) |  |
| --- | ------------------------------------------------------------------------- |  |
| PY01 - PY02 - PY03 - PY04 - PY05 - PY06 - PY07 - PY08 - PY09 - PY10 - PY11 PY12 - PY13 - PY14 - PY15 - PY16 - PY17 - PY18 - PY19 - PY20 - PY21 - PY22 |                                                                           |  |